# 바틱 에어의 운항 노선
2020년 4월을 기준으로 바틱 에어는 다음의 노선을 운항 중이다.

## 운항 노선

### 아시아

#### 동아시아
- 중화인민공화국
  - 구이린 - 구이린 량장 국제공항
  - 난닝 - 난닝 우수 국제공항
  - 선전 - 선전 바오안 국제공항
  - 시안 - 시안 셴양 국제공항
  - 쿤밍 - 쿤밍 창슈이 국제공항
- 중화민국
  - 타이베이 - 타이완 타오위안 국제공항

#### 동남아시아
- 말레이시아
  - 쿠알라룸푸르 - 쿠알라룸푸르 국제공항
  - 페낭 - 페낭 국제공항
- 싱가포르
  - 싱가포르 - 싱가포르 창이 국제공항
- 인도네시아
  - 롬복섬
    - 롬복 - 롬복 국제공항

  - 말루쿠 주
    - 암본 - 파티무라 국제공항
    - 테르나테 - 바브라하 공항

  - 발리섬
    - 덴파사르 - 응우라라이 국제공항 허브
    - 루북링가우 - 실리암파리 공항

  - 블리퉁섬
    - 탄중파단 - HAS 하난드조에딘 국제공항

  - 소순다열도
    - 쿠팡 - 엘 타리 국제공항

  - 수마트라섬
    - 메단 - 쿠알라나무 국제공항
    - 바탐 - 항 나딤 국제공항 허브
    - 반다르람풍 - 란딘 인텐 2세 국제공항
    - 반다아체 - 술탄 이스칸다무라 국제공항
    - 벵쿨루 - 파트마와티 수카르노 국제공항
    - 시보롱 보롱 - 시랑깃 국제공항
    - 잠비 - 술탄 타하하 공항
    - 파둥 - 미낭카부 국제공항
    - 팔렘방 - 술탄 마하무드 반다루딘 2세 국제공항
    - 페칸바루 - 술탄 야프 카슘 2세 국제공항

  - 술라웨시섬
    - 고론탈로 - 자라루딘 공항
    - 루욱 - 슈크란 아민두딘 아미르 공항
    - 마나도 - 샘 라트앙그 국제공항
    - 마카사르 - 술탄 하스안우딘 국제공항
    - 켄다리 - 할루올레오 공항
    - 팔루 - 마트리아 공항

  - 자와섬
    - 자카르타 - 수카르노 하타 국제공항 허브
    - 자카르타 - 할림 페르다나쿠수마 국제공항 허브
    - 말라 - 압둘 리치만 살레 공항
    - 바뉴왕기 - 바뉴왕기 국제공항
    - 세마랑 - 아하마드 야니 국제공항
    - 솔로 - 아디수마나로 국제공항
    - 수라바야 - 주안다 국제공항
    - 욕야카르타 - 욕야카르타 국제공항

  - 칼리만탄
    - 반자르마신 - 수암수딘 누어 국제공항
    - 발릭파판 - 세피간 국제공항
    - 사마린다 - 아지 팡에란 투멘궁 국제공항
    - 타라칸 - 주와타 국제공항
    - 팔랑카라야 - 티직 리우트 공항

  - 파푸아섬
    - 마노카와리 - 렌다니 공항
    - 메라우케 - 모파 공항
    - 소롱 - 도민 에드워드 오스크 공항
    - 자야푸라 - 센타이 국제공항
    - 타마카 - 타마카 공항

  - 프로레스섬
    - 라부안 바조 - 코모도 공항
- 태국
  - 방콕 - 돈므앙 국제공항

#### 남아시아
- 인도
  - 첸나이 - 첸나이 국제공항

#### 서남아시아
- 사우디아라비아
  - 메디나 - 프린스 모하메드 빈 압둘아지즈 국제공항
  - 제다 - 킹 압둘아지즈 국제공항

### 오세아니아
- 오스트레일리아
  - 퍼스 - 퍼스 공항

## 단항 노선

### 아시아

#### 동남아시아
- 말레이시아
  - 코타키나발루 - 코타키나발루 국제공항
- 인도네시아
  - 자와섬
    - 욕야카르타 - 압둘 수카토 국제공항

  - 칼리만탄
    - 폰티아낙 - 수파디오 국제공항